# Juliusz Paetz
Juliusz Paetz (ur. 2 lutego 1935 w Poznaniu, zm. 15 listopada 2019 w Pleszewie) – polski duchowny rzymskokatolicki, doktor nauk teologicznych, biskup diecezjalny łomżyński w latach 1983–1996, arcybiskup metropolita poznański w latach 1996–2002, od 2002 arcybiskup senior archidiecezji poznańskiej.
Rezygnację z obowiązków arcybiskupa metropolity poznańskiego złożył po upublicznieniu oskarżeń o molestowanie kleryków z poznańskiego seminarium. Stolica Apostolska nałożyła na niego zakazy liturgiczne, a z czasem także zakazała mu udziału w publicznych uroczystościach, jednak nie został mu wytoczony proces w celu pociągnięcia do odpowiedzialności karnej za przypisywane mu czyny.

## Życiorys

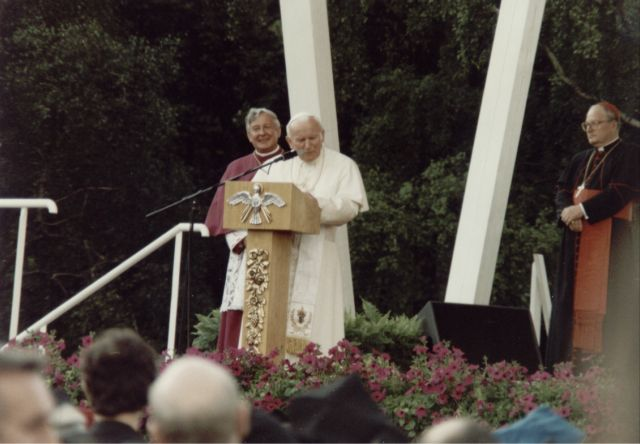
Juliusz Paetz (pierwszy z lewej) z Janem Pawłem II w Poznaniu (1997)

Urodził się 2 lutego 1935 w Poznaniu. W latach 1949–1953 kształcił się w Niższym Seminarium Duchownym Archidiecezji Poznańskiej. W latach 1953–1958 odbył studia filozoficzno-teologiczne w Arcybiskupim Seminarium Duchownym w Poznaniu. Święceń prezbiteratu udzielił mu 28 czerwca 1959 w bazylice archikatedralnej Świętych Apostołów Piotra i Pawła w Poznaniu tamtejszy arcybiskup metropolita Antoni Baraniak. Od 1960 do 1962 studiował na Wydziale Teologicznym Katolickiego Uniwersytetu Lubelskiego. W 1962 wyjechał do Rzymu, gdzie do 1967 kontynuował studia na Papieskim Uniwersytecie Gregoriańskim i Papieskim Uniwersytecie Świętego Tomasza z Akwinu. Ukończył je doktoratem nauk teologicznych w zakresie eklezjologii patrystycznej.
W latach 1959–1961 pracował jako wikariusz, najpierw w parafii św. Stanisława Biskupa w Ostrowie Wielkopolskim (1959–1960), następnie w parafii Bożego Ciała w Poznaniu oraz w ośrodku duszpasterskim Matki Bożej Królowej Polski w Ostrowie Wielkopolskim, gdzie również był kapelanem szpitala. Od 1967 do 1976 był pracownikiem Sekretariatu Generalnego Synodu Biskupów w Rzymie. W tym samym czasie współpracował z Sekretariatem Stanu Stolicy Apostolskiej i Radą ds. Publicznych Kościoła, a także był członkiem delegacji watykańskiej ds. stałych kontaktów roboczych z rządem PRL. W latach 1976–1982 pełnił funkcję prałata antykamery papieskiej, będąc bliskim współpracownikiem trzech papieży: Pawła VI, Jana Pawła I i Jana Pawła II. Wielokrotnie towarzyszył arcybiskupowi Agostinowi Casarolemu i arcybiskupowi Luigiemu Poggiemu w trakcie ich oficjalnych wizyt w Polsce. W 1973 otrzymał godność kapelana honorowego Jego Świątobliwości, a w 1976 prałata honorowego Jego Świątobliwości.
Z początkiem pracy w Sekretariacie Stanu miała miejsce nieudana próba pozyskania go jako kontakt informacyjny przez funkcjonariuszy Służby Bezpieczeństwa PRL. Niemniej – według raportu oficera Departamentu I MSW – w kolejnych latach miało miejsce kilkanaście spotkań sondażowo-operacyjnych celem określenia jego werbunku, w trakcie których dostarczał wartościowe informacje. W 1978 został zarejestrowany jako kontakt informacyjny o pseudonimie „Fermo” i do 1980 odbywał spotkania z oficerem wywiadu. Paetz zaprzeczył zarzutom, jakoby współpracował ze służbami wywiadowczymi.
20 grudnia 1982 został mianowany biskupem diecezjalnym diecezji łomżyńskiej. Święcenia biskupie otrzymał 6 stycznia 1983 w bazylice św. Piotra w Rzymie. Udzielił mu ich papież Jan Paweł II, któremu towarzyszyli arcybiskup Eduardo Martínez Somalo, substytut ds. ogólnych w Sekretariacie Stanu, i arcybiskup Duraisamy Simon Lourdusamy, sekretarz Kongregacji ds. Ewangelizacji Narodów. Jako dewizę biskupią przyjął słowa „In nomine Domini” (W imię Pańskie). 25 stycznia 1983 kanonicznie przejął diecezję, natomiast 13 marca 1983 odbył ingres do katedry św. Michała Archanioła w Łomży. W 1990 erygował Diecezjalne Studium Katechetyczne w Łomży, przekształcone w 1993 w Kolegium Teologiczne. W 1995 otworzył I synod diecezjalny. W 1993 utworzył diecezjalny tygodnik „Głos Katolicki”. Ustanowił 34 parafie. W 1991 podejmował w Łomży Jana Pawła II podczas jego IV podróży apostolskiej do Polski.
11 kwietnia 1996 został przeniesiony na urząd arcybiskupa metropolity poznańskiego. 23 kwietnia 1996 kanonicznie objął diecezję, zaś 27 kwietnia 1996 odbył ingres do archikatedry Świętych Apostołów Piotra i Pawła w Poznaniu. Paliusz metropolitalny otrzymał 29 czerwca 1996 w bazylice św. Piotra w Rzymie. W czasie jego rządów Papieski Wydział Teologiczny w Poznaniu został włączony w struktury Uniwersytetu im. Adama Mickiewicza, a on sam objął urząd wielkiego kanclerza Wydziału. W 1997 gościł w Poznaniu Jana Pawła II w trakcie jego VI podróży apostolskiej do Polski.
W lutym 2002 Jerzy Morawski na łamach „Rzeczpospolitej” ujawnił oskarżenia kierowane pod jego adresem o seksualne molestowanie poznańskich kleryków. Do tego czasu przez ponad dwa lata lokalne środowisko katolickie próbowało rozwiązać sprawę bez jej nagłaśniania. Rozmowy z metropolitą, a także interwencje u nuncjusza apostolskiego arcybiskupa Józefa Kowalczyka, u biskupów polskich oraz w Watykanie okazały się jednak nieskuteczne. W listopadzie 2001 metropolita odwołał ze stanowiska redaktora naczelnego „Przewodnika Katolickiego” księdza Jacka Stępczaka, który odmówił publikacji oświadczenia biskupów pomocniczych i wszystkich dziekanów archidiecezji poznańskiej wyrażających solidarność z oskarżonym arcybiskupem. W lutym 2002 wystosowany został list otwarty 26 sygnatariuszy w obronie dobrego imienia hierarchy. Papież Jan Paweł II, powiadomiony przez Wandę Półtawską o zarzutach wobec arcybiskupa, wysłał do Poznania swoich przedstawicieli z zadaniem zbadania sprawy. Paetz zaprzeczył sformułowanym przeciwko niemu oskarżeniom, jednakże złożył rezygnację z obowiązków arcybiskupa metropolity poznańskiego, którą Jan Paweł II przyjął 28 marca 2002. Równocześnie Stolica Apostolska nałożyła na niego zakaz udzielania sakramentów święceń i bierzmowania, głoszenia kazań, konsekrowania kościołów i ołtarzy, przewodniczenia publicznym uroczystościom, a w 2013 także udziału w nich. Duchowny nie przestrzegał nałożonych przez Watykan zakazów liturgicznych, czym wywoływał falę społecznej krytyki. Nie wytoczono mu procesu w celu pociągnięcia do odpowiedzialności karnej za przypisywane mu czyny.
W ramach prac Episkopatu Polski wszedł w skład Rady Stałej, objął funkcję przewodniczącego Rady ds. Środków Społecznego Przekazu, a ponadto został członkiem Komisji ds. Duszpasterstwa Turystycznego, Komisji ds. KUL i Zespołu ds. Stałych Kontaktów z Episkopatem Litwy.
Konsekrował dwóch biskupów pomocniczych poznańskich: Marka Jędraszewskiego (1997) i Grzegorza Balcerka (1999), a także był współkonsekratorem podczas sakry biskupa pomocniczego płockiego Andrzeja Suskiego (1986).
Zmarł 15 listopada 2019 w Pleszewie, gdzie przebywał w Zakładzie Opiekuńczo-Pielęgnacyjnym prowadzonym przez Zgromadzenie Sióstr Służebniczek. W związku z możliwością pochowania go w katedrze poznańskiej do Stanisława Gądeckiego, arcybiskupa metropolity poznańskiego, wystosowano apel o pochówek w innym miejscu. Ostatecznie, 18 listopada 2019 po mszy pogrzebowej w katedrze poznańskiej, został pochowany na cmentarzu parafialnym św. Antoniego Padewskiego w Poznaniu. Obrzędy pogrzebowe miały charakter prywatny, opinia publiczna nie została o nich powiadomiona z wyprzedzeniem.

## Odznaczenia
W 1981 został odznaczony portugalskim Orderem Zasługi III klasy.